# Wakken
Wakken är en ort i Belgien.   Den ligger i provinsen Västflandern och regionen Flandern, i den västra delen av landet, 70 km väster om huvudstaden Bryssel. Wakken ligger 16 meter över havet och antalet invånare är 2 801.
Terrängen runt Wakken är mycket platt. Runt Wakken är det tätbefolkat, med 476 invånare per kvadratkilometer.. Närmaste större samhälle är Kortrijk, 14,9 km sydväst om Wakken. 
Runt Wakken är det i huvudsak tätbebyggt.